# Dipyrena
Dipyrena é um género de plantas com flores pertencentes à família Verbenaceae.
A sua área de distribuição nativa é no sul da América do Sul.
Espécies:
- Dipyrena glaberrima (Gillies & Hook.) Hook.
- Dipyrena spartioides Ravenna